# Linus van Pelt

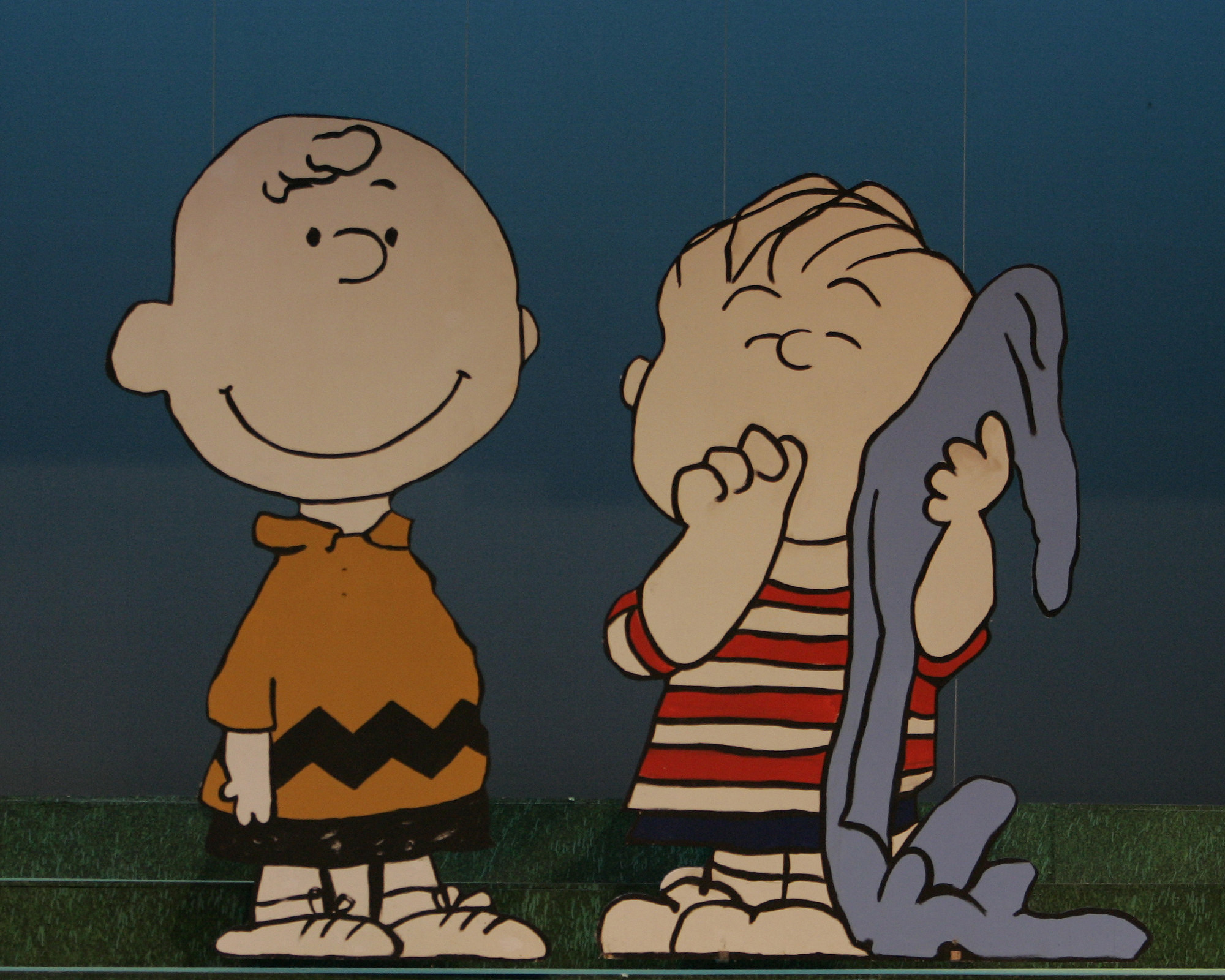
Charlie Brown y Linus.

Linus van Pelt (también conocido como Lino) es un personaje ficticio de la tira cómica Peanuts (Snoopy y Carlitos), creada por Charles M. Schulz en 1950. A pesar de esto, Lino, el mejor amigo de Carlitos y hermano pequeño de Lucy, no hizo su primera aparición hasta 1952. Su creador lo considera un personaje serio y lo describe como el intelectual de la casa, brillante e instruido, expectativas que podrían haber contribuido a sus sentimientos de inseguridad. Lee Mendelson, por su parte, describe a Lino como su personaje favorito y añade que “consiguió que chuparse el dedo y tener una mantita estuviera bien visto”. El productor televisivo de Peanuts también afirma que es uno de los personajes de ficción más originales de todos los tiempos, al ser capaz de combinar un comportamiento infantil con una gran sabiduría.

## Personalidad
Aunque no se sabe con precisión cuando nació, Lino es representado como un niño inteligente y culto. De hecho, ejerce el papel de filósofo y teólogo en la tira, citando a menudo la Biblia. Siempre tiene buenas intenciones y trata a sus amigos con extrema delicadeza, intentando animarlos siempre que lo necesitan, sobre todo a su mejor amigo Carlitos. Pese a esto, diversos personajes se ríen de sus comportamientos infantiles. También cabe destacar que es el único miembro de su grupo que cree en La Gran Calabaza, una figura similar a Papá Noel que, según Lino, surge cada Halloween del huerto de calabazas más “sincero”, trayendo regalos para todos. Este hecho tuvo consecuencias cuando Lino lideraba las elecciones a delegado de la escuela, ya que su popularidad cayó en picado cuando sus compañeros descubrieron esta creencia. Mientras que en la tira se contaba cómo perdía las elecciones, en la versión televisiva se veía cómo ganaba por un voto.

## Mantita de apego
Es habitual ver a Lino con su mantita azul sobre el hombro y chupándose el dedo, costumbre por la cual es objeto de burlas. Esta mantita, que apareció por primera vez a principios de junio de 1954, acabó convirtiéndose en un personaje inanimado más. Al principio, el apego emocional era tan intenso que el personaje experimentaba síntomas físicos, como debilidad y mareos, si se la quitaban, incluso aunque fuese por poco tiempo. A menudo el personaje de Snoopy buscaba hacerse con la manta mediante artimañas o trampas y, en una ocasión, hasta consiguió llevársela a su caseta. Cuando Snoopy veía a Lino, solía correr hacia él, con el objetivo de agarrar el trocito de tela con la boca y arrebatárselo. Llegaba a arrastrarlos, pero Lino no soltaba su mantita, así que casi siempre acababan volando por los aires. En numerosas ocasiones, la abuela del protagonista intentaba quitársela, pero siempre terminaba cediendo ante la incansable insistencia del niño. Fue un objeto que generó conflictos en numerosas historias. De hecho, Lino confesó que la única persona que podía quitársela era su madre. En tiras posteriores, esta fue dejando de aparecer. El autor afirmó en 1989 que el personaje ya había superado esta fase de apego y que a partir de ese momento la mantita solo aparecería como elemento humorístico. En una de las historietas, Lino, de repente, deja de chuparse el dedo y llega a la conclusión de que el pulgar “tampoco era para tanto”. El especial “Por qué, Carlitos, por qué?” es el único en el que nunca se ve al personaje con su mantita. Teniendo en cuenta la seriedad del capítulo, se pretendía dar a conocer el lado más maduro del personaje.

## Apariencia
Lino tiene el pelo castaño y los ojos color avellana. Suele llevar puesto una camisa de rayas rojas, pantalones cortos negros, calcetines rojos y unas deportivas marrón oscuro. En febrero de 1962, Lino empezó a usar gafas debido a una miopía, aunque poco a poco fue dejando de llevarlas. En julio de ese mismo año en una conversación con Carlitos, Lino le explicó que el oftalmólogo le había indicado que no era necesario que las usara todo el tiempo.

## Relaciones
Lucy Van Pelt la hermana mayor de Lino, Lucy Van Pelt, suele meterse con él. Ante esta situación, él responde o bien cediendo o bien vengándose. Dado que Lino no es un personaje violento, utiliza su inteligencia para persuadir a Lucy, ya sea razonando de manera lógica para que no le pegue o directamente confundiéndola hasta que obedezca.